# مثبت (فیلم ۲۰۰۸)
مثبت (انگلیسی: Positive) یک فیلم است به کارگردانی وی. کی. پراکاش که در سال ۲۰۰۸ منتشر شد. از بازیگران آن می‌توان به جایاسوریا اشاره کرد.